# Olympische Winterspiele 2010/Teilnehmer (Ukraine)
| Gelbes Symbol für Goldmedaillen mit stilisierten Olympischen Ringen | Graues Symbol für Silbermedaillen mit stilisierten Olympischen Ringen | Braundes Symbol für Bronzemedaillen mit stilisierten Olympischen Ringen |
| ------------------------------------------------------------------- | --------------------------------------------------------------------- | ----------------------------------------------------------------------- |
| —                                                                   | —                                                                     | —                                                                       |

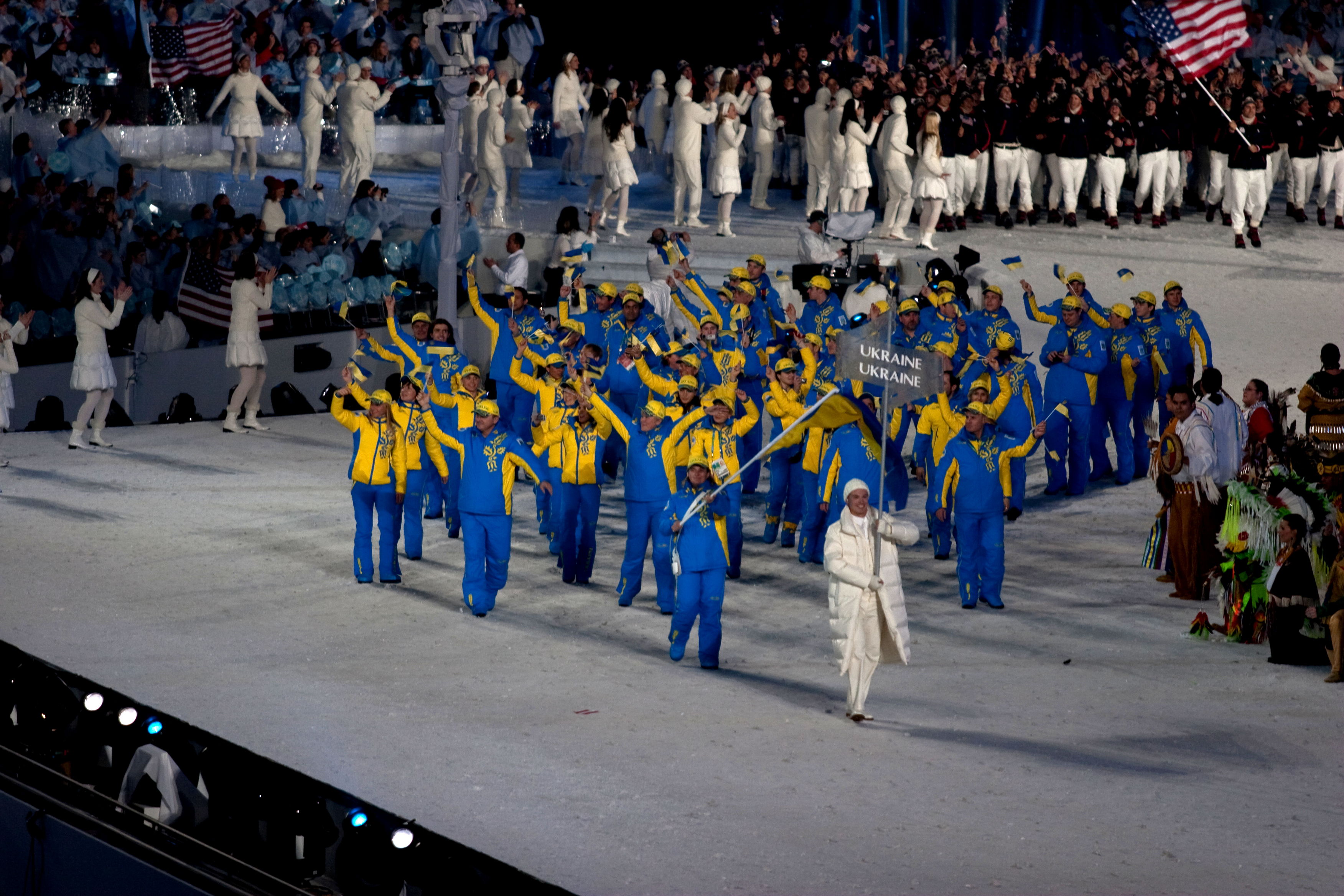
Einmarsch der ukrainischen Delegation

Die Ukraine nahm an den Olympischen Winterspielen 2010 im kanadischen Vancouver mit 47 Sportlern in neun Sportarten teil.

## Teilnehmer nach Sportarten

### Biathlon
| Männer - Oleksandr Bilanenko - Wjatscheslaw Derkatsch - Andrij Derysemlja - Serhij Sednjew - Serhij Semenow | Frauen - Oksana Chwostenko - Olena Pidhruschna - Ljudmyla Pyssarenko - Walentyna Semerenko - Wita Semerenko - Lilija Wajhina-Jefremowa |

### Eiskunstlauf
| Athleten                                 | Kurzprogramm | Kurzprogramm | Kür    | Kür  | Punkte | Rang |
| Athleten                                 | Punkte       | Rang         | Punkte | Rang | Punkte | Rang |
| ---------------------------------------- | ------------ | ------------ | ------ | ---- | ------ | ---- |
| Herren                                   |              |              |        |      |        |      |
| Anton Kowalewskyj                        | 63,81        | 21.          | 102,09 | 24.  | 165,90 | 24.  |
| Paarlauf                                 |              |              |        |      |        |      |
| Kateryna Kostenko / Roman Talan          | 39,54        | 19.          | 81,44  | 20.  | 120,98 | 20.  |
| Tetjana Wolossoschar / Stanislaw Morosow | 62,14        | 9.           | 119,64 | 8.   | 181,78 | 8.   |

Eistanz
| Athleten                              | Pflichttanz | Pflichttanz | Originaltanz | Originaltanz | Kürtanz | Kürtanz | Punkte | Rang |
| Athleten                              | Punkte      | Rang        | Punkte       | Rang         | Punkte  | Rang    | Punkte | Rang |
| ------------------------------------- | ----------- | ----------- | ------------ | ------------ | ------- | ------- | ------ | ---- |
| Hanna Sadoroschnjuk / Serhij Werbyllo | 33,87       | 11.         | 50,02        | 16.          | 79,26   | 17.     | 163,15 | 16.  |

### Freestyle-Skiing
| Männer - Enwer Ablajew - Oleksandr Abramenko - Stanislaw Krawtschuk | Frauen - Nadija Didenko - Olha Poljuk - Olha Wolkowa |

### Nordische Kombination
Männer
- Wolodymyr Tratschuk

### Rennrodeln
| Männer - Jurij Hajduk - Andrij Kis - Taras Senkiw - Roman Sacharkiw | Frauen - Natalja Jakuschenko - Lilija Ludan |

### Ski Alpin
| Männer - Rostyslaw Feschtschuk | Frauen - Bohdana Mazjozka - Nastassija Skrjabina |

### Skilanglauf
| Männer - Roman Lejbjuk 50 km Massenstart (klassisch): 42. Platz - Oleksandr Puzko | Frauen - Maryna Anzybor - Kateryna Hryhorenko - Wita Jakymtschuk - Lada Nesterenko - Walentyna Schewtschenko - Tetjana Sawalij |

### Skispringen
Männer
- Wolodymyr Boschtschuk
- Oleksandr Lasarowytsch
Einzelspringen, Normalschanze → 48. Qualifikation, ausgeschieden (90,5 Pkt.)
- Witalij Schumbarez

### Snowboard
| Männer - Jossyp Penjak | Frauen - Annamari Tschundak |